# Berner (entreprise)
Pour les articles homonymes, voir Berner.
Berner est société spécialisée dans la commercialisation de matériel industriel et de consommables techniques pour les professionnels du bâtiment, de l'automobile et de l'industrie située à Saint-Julien-du-Sault (Yonne).

## Implantation
Avec près de 1500 salariés, c'est l'un des premiers employeurs privés du département.
Proposant de l'outillage et des fournitures industrielles, Berner dispose de 46 000 m2 d'entrepôts sur la commune de Saint-Julien-du-Sault.

## Histoire
La société a été créée à Joigny en 1969 comme filiale de la société familiale Berner (Cologne), leader européen dans son domaine.
L'entreprise déménage en 2001 sur un terrain de 16 ha de la zone artisanale de Saint-Julien-du-Sault.
En novembre 2008, Berner France déclarait son ambition de doubler son chiffre d'affaires en dix ans.
En 2020, elle est citée parmi les « 100 entreprises [qui] recrutent malgré la crise » et compte 100 000 clients.

## Environnement
Sur son site, Berner veille à mettre en œuvre différents process environnementaux : un bâtiment de 9.000 m² classé haute qualité environnementale, un étang avec carpes et grenouilles et des ruches sur son périmètre.